# Iso Leppijärvi
'Pikku Leppijärvi är en sjö i Finland. Den ligger i kommunen Björneborg i landskapet Satakunta, i den sydvästra delen av landet, 210 km nordväst om huvudstaden Helsingfors. Pikku Leppijärvi a ligger 63 meter över havet. Arean är 4 hektar och strandlinjen är 0,77 kilometer lång. Sjön  ingår i Karvia å huvudavrinningsområde.   I omgivningarna runt Pikku Leppijärvi a växer i huvudsak blandskog.
Den näraliggande Iso Leppinjärvi är utdikad.